# Nymindegab
Nymindegab er en by i Sydvestjylland med 204 indbyggere i byområdet (2024), beliggende 24 km syd for Hvide Sande, 8 km nordvest for Nørre Nebel og 31 km nordvest for Varde. Byen hører til Varde Kommune og ligger i Region Syddanmark. I 1970-2006 hørte byen til Blaabjerg Kommune.
Nymindegab hører til Lønne Sogn, og Lønne Kirke ligger 4 km sydøst for byen på vejen til Nørre Nebel.
Nymindegab blev i 2016 kåret til årets landsby i Varde Kommune.

## Geografi
Nymindegab ligger på klinten øst for Nyminde Strøm, Ringkøbing Fjords gamle udløb. Vest for strømmen ligger den sydlige ende af landtangen Holmsland Klit, der afgrænser fjorden fra Vesterhavet. På en halvø i fjorden nord for byen ligger en af de vigtigste rastepladser for trækfugle i Nordeuropa, fuglereservatet Tipperne.

## Turisme
Om sommeren forøges indbyggertallet markant pga. de mange overnattende turister. Byen har Nymindegab Kro, grundlagt i 1862, campingplads, en del sommerhuse ved byen og et større sommerhusområde syd for Lønne Kirke. I Nymindegab ligger det lokalhistoriske Nymindegab Museum, hvor man bl.a. kan se et gammelt tømrerværksted, hvor saven blev drevet af en vindmølle på taget. Her bygger museets frivillige stadig de egnstypiske gaf-pramme, som kan ses i den lille Vesterhavn. På Nymindegab Redningsstation kan man se Danmarks ældste redningsbåd i sin originale bygning.

## Historie
På museet findes Lønnepigens grav. Hun levede i området for 2.000 år siden, og de unikke rester af hendes blå kjole med rødt mønster har givet viden om kvindernes klædedragt i Jernalderen. Der er også fundet rester af Stenalderbopladser og en bro fra Vikingetiden.

### Gabet
Ringkøbing Fjord har været en havbugt, men landtanger, der voksede frem fra syd og især fra nord afskar den efterhånden fra Vesterhavet. Omkring 1650 var der et bredt udløb ved Sønder Havrvig, men så vandrede gabet sydpå og nåede til Skodbjerge i 1700, til Bjerregård i 1730, til Bjålum i 1750, til Nymindegab omkring 1800 og til Houstrup ca. 1845, hvor gabets vandring sluttede. Undervejs havde vandet adskilt det tidligere klitland Tipperne fra Holmsland Klit og dannet den brede, flodlignende Nyminde Strøm, der dog blev smallere, da den mødte den gamle kystklint ved Nymindegab og længere sydpå.
I løbet af 1800-tallet, hvor der var adgang til både fjorden og havet, blev Nymindegab et af de vigtigste fiskerlejer på Vestkysten syd for Limfjorden og ladeplads. Men gabet sandede til, og man gravede i 1892 en kanal, som dog også jævnligt sandede til.
I 1904 blev Nymindegab beskrevet således: "Nymindegab, ved Nymindestrømmen, med Toldassistent-, Rednings-, Faresignal- og Statstelefonst., Købmandshdl., Kro og Færgested med Overfart til Holmsland Klit;"
I 1908-09 blev den første kanal anlagt ved Hvide Sande, men efter en stormflod blev den lukket i 1915, hvor man i stedet gravede Gødelkanalen ved Nymindegab. I 1929-30 blev den nuværende kanal anlagt ved Hvide Sande, og havfiskeriet flyttede dertil.

### Jernbanen
Da man i 1870'erne begyndte at tænke på jernbane i Vardes vestegn, var det en selvfølge, at den skulle ende i Nymindegab og transportere fisk derfra. Den store jernbanelov fra 1894 indeholdt da også en bane "fra Nymindegab over Billum til Varde". Men med den evindelige tilsanding af gabet mistede Nymindegab sin betydning, og i 1900 besluttede Rigsdagen, at banen skulle ende i Nørre Nebel. Varde-Nørre Nebel Jernbane, der stadig eksisterer og nu hedder Vestbanen, blev åbnet i 1903. Der blev i 1917 og 1925 gjort forsøg på at få banen forlænget fra Nørre Nebel til Nymindegab, men forgæves.
Nymindegab fik først jernbane i august 1942, dog ikke en offentlig bane, som beboerne kunne have gavn af, men et sidespor, der kun måtte bruges af den tyske Værnemagt. Tyskerne var nemlig i gang med at anlægge en stor fæstning med hærkystbatteri, radarstation og en flakskydeplads til afprøvning af antiluftskyts. Hovedsporet gik til en banegård med 5 spor inde i Nymindegablejren, hvor det store militærpersonel blev indkvarteret, og et sidespor førte ud i klitterne til Flaklejren, hvor der var en rangerbanegård med 2 spor. Snart kom der hver uge lukkede tog fra Berlin med nye luftværnsbatterier, der skulle afprøves og sendes videre efter endt indskydning. Nebelbanen havde mange godstransporter til lejren, og toget "Piraten" kørte med arbejdere fra Esbjerg til Nymindegab om morgenen og tilbage om aftenen.
Efter Besættelsen blev sporet Nørre Nebel-Nymindegab i oktober 1945 brugt til udkørsel af bl.a. mergel, men ellers er sporet stort set kun blevet brugt af det danske militær. I 1976 overvejede Nebelbanen at starte persontrafik til Nymindegab, men opgav det. Siden sommeren 2001 har man kunnet køre på skinnecykel. Der har også kørt veterantog på banen, men sporet er nu afskåret fra omverdenen, da skinnerne er taget op i den vestlige del af Nørre Nebel. Sporet ud til Flaklejren blev taget op i 1945-46, men tracéet er bevaret som sti.

### Hjemmeværnsskolen
Tyskerne opførte Nymindegablejren i 1941-42 som en en del af det tyske kystforsvar. Den blev bygget, så den fra luften lignede en landsby, og det lykkedes at narre englænderne, så de ikke bombarderede den. Syd for vejen til Nymindegab lå et kystbatteri baseret på 105 mm-kanoner, der var monteret på jernbanevogne. Jernbanevognene kunne køres i skjul i en udgravet slugt i klitterne og i stilling på en jernbane, der også i klitterne gik nord-syd langs kysten. Efter Besættelsen husede lejren tyske flygtninge indtil den i 1946 blev overtaget af Forsvarsministeriet. Ved oprettelsen af Hjemmeværnet i 1949 blev lejren taget i brug som Hjemmeværnets Befalingsmandsskole. Hjemmeværnsskolen har nu 3.000 kursister om året og er en vigtig arbejdsplads, som er med til at holde liv i byens butikker og gøre den kendt over hele landet. Fra 1970 til 2006 var det Hjemmeværnet selv, der varetog driften af både lejr og terræn, herefter har Forsvarsministeriets Ejendomsstyrelse overtaget driften.

## Malerne
Nymindegab Museum har ca. 200 malerier af Nymindegabmalerne, der havde tilknytning til egnen 1879-1961, bl.a.:
- Laurits Tuxen, der blev kendt som en af Skagensmalerne, men besøgte Nymindegab i 1879 og malede fiskermiljøer.
- Johannes Larsen, der blev kendt som en af Fynboerne, men flere gange besøgte Nymindegab og Filsø, hvor han malede fugleliv.
- Carl Trier Aagaard, der i 16 somre boede på Abelines Gaard i Havrvig inden han i 1936 byggede villa i Nymindegab, hvor han boede og malede til sin død i 1961.[5]
- Christen Lyngbo, der boede ved Henne Strand en stor del af sit liv og malede havet, klitterne og heden.

## Galleri
- Vesterhavns Fjæremannshus
- Lodshuset
- Nymindegab Kro
- Hjemmeværnsskolen